# KK Lavčević Split
KK Lavčević je hrvatski košarkaški klub iz Splita. Klub se natjecao u nižim ligama u Hrvatskoj, uglavnom dalmatinskoj ligi. Služio je kao razvijateljski pogon Jugoplastike, u kojem su Jugoplastikini kadeti i juniori, osobito oni koji nisu bili u prvom planu, igrali seniorske niže lige i tako se kalili za nastupe u seniorskoj konkurenciji u najvišem razredu. Klub je osnovan 1976. godine. Nosi ime po glavnom pokrovitelju, građevinskom poduzeću Lavčeviću, čiji je logotip u klupskom grbu. Dio športskog društva Lavčević.